# Фелибьен, Андре
Андре Фелибьен (фр. André Félibien, сеньор Аво и Жаверси; май 1619, Шартр — 11 июня 1695[…], Париж) — французский историк искусства и официальный придворный историк короля Людовика XIV.

## Биография
Андре Фелибьен родился в городе Шартр. По достижении 14 лет он отправляется в Париж продолжать своё образование; а в мае 1647 года его отправляют в Рим в должности секретаря при посольстве маркиза де Фонтене-Марей. Пребывание в Риме прошло с пользой для 28-летнего Андре; он усердно изучал его древние памятники, знакомился с литературным наследием в римских библиотеках, а также в процессе перевода работы Франческо Барберини Житие Пия V познакомился с выдающимися деятелями литературы и искусства. Среди его друзей был Никола Пуссен, чьи советы имели большую ценность для Андре и под чьим руководством он даже пытался рисовать. Позже Фелибьен напишет его биографию, которая, по мнению современного издателя биографий Клер Пасе, остаётся «самым убедительным рассказом о работе и жизни» Пуссена.
По возвращении во Францию Андре сразу приступил к обработке своих заметок, из которых вышло восемь томов опубликованных впоследствии Бесед. Он женился, и в поисках поста и славы, решил обосноваться в Париже. Способности Андре поочерёдно оценили, как Николя Фуке, так и Жан-Батист Кольбер; Фелибьен стал одним из первых членов Академии надписей и изящной словесности (фр. Académie des inscriptions et belles-lettres) в 1663 году. Тремя годами позже Кольбер способствовал его назначению придворным историком короля, и одной из его обязанностей стало подробное описание придворных праздников, важного элемента пропаганды королевского величия. В 1671 году его назначили секретарем вновь основанной Королевской Академии архитектуры, где он читал лекции, а в 1673 году он был назначен хранителем кабинета редкостей в дворце Пале-Рояль. Его работа Description sommaire (1674) стала официальным путеводителем по Версалю. К этим должностям впоследствии военный министр Лувуа добавил пост заместителя главного контролёра дорог и мостов.
Фелибьен в процессе исполнения официальных обязанностей находил время для своего образования и исследовательской деятельности и выпускал множество литературных работ. Лучшей и наиболее известной среди этих работ является Entretiens sur les vies et sur les ouvrages des plus excellents peintres anciens et modernes, которая положила начало нарождающемуся направлению искусствоведения, опирающемуся на логическую аргументацию, и эти принципы Фелибьен наиболее полно описал в своей работе Principes de l’architecture, de la sculpture, de la peinture (1676—1690).
Фелибьен также является автором L’Origine de la peinture (1660), а также описаний Версальского дворца, аббатства Ла-Трапп, картин и скульптур королевских резиденций. В 1676 году в Париже он анонимно публикует незатейливую работу Des principes de l’architecture, de la sculpture, de la peinture… avec un dictionnaire des terms. Среди прочих его литературных трудов — редактирование и публикация протоколов конференций Академии живописи и скульптуры, а также перевод с испанского работы Терезы Авильской Замок души. Его личность вызывала самое высокое уважение, как и выбранный им девиз: «Поступай хорошо и говори правду» (фр. Bene facere et vera dicere). Наиболее непреходящим наследием Фелибьена считается систематизация эстетического значения классического искусства согласно теории жанровой иерархии. Андре Фелибьен и Роже де Пиль, автор работы Dialogue sur les coloris (Париж, 1673), «были и остаются самыми известными авторами работ по изобразительному искусству во Франции XVII столетия». Андре Фелибьен скончался в Париже в 1695 году.
Его старший сын, Жан-Франсуа Фелибьен (1658—1733), стал архитектором, оставившем после себя множество примечательных работ; младший сын, Мишель Фелибьен (1666—1719), был монахом-бенедиктинцем в парижском аббатстве Сен-Дени, а его сочинение L’Histoire de l'école de Paris в 5 томах является весьма интересной для парижских студентов работой.
Дневники Фелибьена находятся в сброшюрованных томах его архива, хранящегося в публичной библиотеке его родного города Шартра. Самой последней работой, целиком посвященной Фелибьену, является труд Штефана Гермера Kunst, Macht, Diskurs. Die intellektuelle Karriere des André Félibien im Frankreich von Louis XIV (Мюнхен, 1997); эта работа оттеснила на второй план краткий обзор Фонтейна Les doctrines d’art en France (Париж, 1909).